# Corydoras trilineatus
Corydoras trilineatus, wat zoveel betekent als 'driebandige Corydoras', is een straalvinnige vissensoort uit de familie van de pantsermeervallen (Callichthyidae). De wetenschappelijke naam van de soort is voor het eerst geldig gepubliceerd in 1872 door Cope.
Deze meerval komt voor in de Zuid-Amerikaanse landen.
1. ↑  (en) Corydoras trilineatus op de IUCN Red List of Threatened Species.